# Canadees rugby sevensteam (mannen)
Het Canadees rugby sevensteam is een team van rugbyers dat Canada vertegenwoordigt in internationale wedstrijden.

## Wereldkampioenschappen
Canada heeft aan elk wereldkampioenschap deelgenomen. In 2001 werd de kwartfinale behaald.
- WK 1993: 15e
- WK 1997: 21e
- WK 2001: 5e
- WK 2005: 18e
- WK 2009: 13e
- WK 2013: 9e
- WK 2018: 12e

## Olympische Zomerspelen
Canada werd achtste in 2020
- OS 2016: niet geplaatst
- OS 2020: 8e